# Przednia
Przednia (dawniej niem. Vorderber, po 1945 r. również Przedniak) – góra ze szczytem na wysokości 914 m n.p.m. znajdująca się w Masywie Śnieżnika w Sudetach, na terenie Śnieżnickiego Parku Krajobrazowego.

## Geografia, geologia i przyroda
Przednia stanowi rozległy szczyt na północno-zachodnim zakończeniu Masywu Śnieżnika. Góra wznosi na zachód od szczytu Czarnej Góry, od której oddzielona jest płytkim obniżeniem, przez które przechodzi Droga Albrechta. Górę wydzielają doliny potoków Biała Woda i Szklarzynka. Zbudowana jest z gnejsów śnieżnickich, należących do metamorfiku Lądka i Śnieżnika. Północne zbocze ku dolinie Białej Wody tworzy miejscami niewielkie, skalne urwiska. Północno-zachodni kraniec przechodzi w Trzy Kopki.
Porośnięta w całości świerkowym lasem dolnoreglowym domieszkowanym bukiem i grabem.

## Turystyka
Drogą Albrechta prowadzi  europejski długodystansowy szlak pieszy E3, prowadzący z Międzygórza na Przełęcz Puchaczówkę.

Na skałce u podnóża Przedniej, w dolinie potoku Biała Woda, znajduje się zniszczony obraz malowany na blasze z przedstawieniem Świętej Rodziny, o cechach XIX-wiecznej sztuki ludowej.